# Plagiogyria falcata
Plagiogyria falcata är en ormbunkeart som beskrevs av Edwin Bingham Copeland. Plagiogyria falcata ingår i släktet Plagiogyria och familjen Plagiogyriaceae. Inga underarter finns listade.